# Pleurosigmataceae
Famille
Les Pleurosigmataceae sont une famille d'algues de l'embranchement des Bacillariophyta (Diatomées), de la classe des Bacillariophyceae et de l’ordre des Naviculales.

## Étymologie
Le nom de la famille vient du genre type Pleurosigma, dérivé du grec πλευρ / pleur, « côté, flanc, latéral », et du suffixe -sigma, « la lettre latine s », en référence à la forme en de S de la diatomée, qui semble couchée sur le côté.

## Liste des genres
Selon AlgaeBase (21 mai 2022) :
- Achnanthosigma L.Reinhard, 1882
- Arcuatasigma G.Reid, 2012
- Carinasigma G.Reid, 2012
- Cochlearisigma G.Reid, 2012
- Costasigma G.Reid, 2012
- Donkinia Ralfs, 1861
- Endosigma Brebisson, 1848
- Hyalosigma N.I.Strelnikova & Kociolek, 2006
- Pleurosigma W.Smith, 1852  - genre type
- Rhoicosigma Grunow, 1867
- Toxonidea Donkin, 1858
- Toxonidisigma C.Lobban & G.Reid, 2018

## Systématique
Le nom correct complet (avec auteur) de ce taxon est Pleurosigmataceae Mereschowsky, 1903.